# 扎波里日亚 (克里维里赫区)
扎波里日亚（烏克蘭語：Запоріжжя），是烏克蘭中部第聶伯羅彼得羅夫斯克州克里維里赫區的村落。距離達奇涅和奧列尼夫卡1.5公里，始建於1922年，海拔高度85米，2001年人口203。